# Alpirsbach
Alpirsbach [ˈalpɪrsbax] ⓘ ist eine Stadt mit 6114 Einwohnern (31. Dezember 2024) im Landkreis Freudenstadt in Baden-Württemberg. Sie gehört zur Region Nordschwarzwald.

## Geographie
Alpirsbach liegt im oberen Kinzigtal im schwäbischen Teil des Schwarzwalds.

### Stadtgliederung
Die Stadt Alpirsbach besteht aus dem Hauptort Alpirsbach (einschließlich der seit 1938 mit Alpirsbach vereinigten Gemeinde Rötenbach) und fünf Stadtteilen Ehlenbogen, Reinerzau, Peterzell, Reutin und Römlinsdorf, zu denen 77 weitere Dörfer, Weiler, Höfe, Zinken und Häuser gehören.
Die Stadtteile sind räumlich identisch mit den früheren Gemeinden gleichen Namens. Mit Ausnahme der Stadtteile Alpirsbach und Rötenbach sind in allen Stadtteilen Ortschaften im Sinne der baden-württembergischen Gemeindeordnung mit jeweils eigenem Ortschaftsrat und Ortsvorsteher als dessen Vorsitzender eingerichtet.
Im Stadtteil Ehlenbogen liegt die Wüstung Sulzberghof und im Stadtteil Römlinsdorf die Wüstung Heimbach.

### Nachbargemeinden
Alpirsbach grenzt im Westen an Bad Rippoldsau-Schapbach, im Norden an Freudenstadt, im Nordosten an Loßburg und im Süden an den Landkreis Rottweil mit den Gemeinden Dornhan, Oberndorf am Neckar, Fluorn-Winzeln, Aichhalden und Schenkenzell.

### Schutzgebiete
Nördlich von Alpirsbach liegt das Naturschutzgebiet Glaswiesen und Glaswald. Auf der Stadtfläche befinden sich auch mehrere Landschaftsschutzgebiete: der Roßberg, der Reutinerberg und Silberg, das Rötenbachtal, das Mittlere Heimbachtal und das Ehlenbogener Tal.
Außerdem hat Alpirsbach Anteil am FFH-Gebiet Kleinkinzig- und Rötenbachtal und am Vogelschutzgebiet Nordschwarzwald. Die Stadt liegt zudem im Naturpark Schwarzwald Mitte/Nord.

## Geschichte

### Bis zum 18. Jahrhundert
Alpirsbach entstand als Siedlung um das gleichnamige 1095 von Bischof Gebhard III. von Konstanz, einem Zähringer, geweihte Kloster Alpirsbach. Der Name Alpirsbach hängt wahrscheinlich mit Adalbert von Zollern, einem der Stifter des Klosters, zusammen. Das Besitztum Alpirsbach war zugleich auch ein locus, das heißt auf ihm befand sich bereits eine Siedlung. Sie wurde von den Mönchen vorgefunden und dürfte schon länger bestanden haben, worauf auch die Angabe hinweist, dass die drei Stifter das predium Alpirsbach kraft Erbrecht besaßen. Der -bach-Name Alpirsbach hat den Personennamen Adalbirn im Vorderglied. Er wurde letztlich auch vom Kloster übernommen. Mit der Aufhebung der Benediktiner-Abtei aufgrund der Reformation wurde Alpirsbach Sitz eines württembergischen Klosteramtes, was zu einem Wachstum der das Kloster Alpirsbach umgebenden Siedlung führte, weil Handwerker, Beamte und Zunftvertreter hier ansiedelten.
Seit Ende des 17. Jahrhunderts führte der Bergbau (Gold, Silber und Kobalt) zu Wohlstand in der Gemeinde.

### 19. und 20. Jahrhundert
Nach der Gründung des Königreichs Württemberg wurde das Klosteramt im Jahre 1810 aufgehoben und Alpirsbach kam zum Oberamt Oberndorf. Der Fortzug der Behörden führte auch zum Niedergang von Wohlstand und Einwohnerzahl. Die Armut führte Mitte des 19. Jahrhunderts zu verstärkter Auswanderung vor allem nach Wisconsin. 1861 wurde in Alpirsbach die erste Freiwillige Feuerwehr im gesamten Oberamt Oberndorf gebildet. Nachdem sich die Lage gebessert hatte, verlieh König Karl von Württemberg der Gemeinde Alpirsbach 1869 das Stadtrecht. Am 3. November 1886 hatte Alpirsbach durch die Bahnstrecke Eutingen im Gäu–Schiltach Anschluss an das Schienennetz der Königlich Württembergischen Staats-Eisenbahnen bekommen. Im Mai 1897 wurde das Städtische Krankenhaus mit zwölf Betten eröffnet.
Die Verwaltungsreform vom 25. April 1938 führte zur Zugehörigkeit zum Landkreis Freudenstadt. Am 3. Mai 1938 wurde der Nachbarort Rötenbach eingemeindet. Nach dem Zweiten Weltkrieg fiel die Stadt Alpirsbach in die Französische Besatzungszone und kam somit 1947 zum neu gegründeten Land Württemberg-Hohenzollern, welches 1952 im Land Baden-Württemberg aufging.
Ein Hochwasser im Dezember 1947 verursachte erhebliche Schäden.

### Religion
Die Reformation wurde in Alpirsbach 1535 eingeführt. Das Kloster Alpirsbach wurde aufgehoben. Zwar kam das Kloster während des so genannten Interims von 1548 bis 1552 noch einmal unter römisch-katholische Herrschaft, aber die neue evangelische Konfession konnte sich anschließend dauerhaft durchsetzen.
In der ehemaligen Benediktinerabtei, deren bekanntester evangelischer Abt einst Johann Albrecht Bengel war, treffen sich seit 1933 evangelische Christen als Kirchliche Arbeit Alpirsbach, um Gottesdienst, Lobpreis, Anbetung und Fürbitte in der evangelischen Kirche neu zu beleben. Die Bedeutung von Kirche soll erwogen werden und die Kirche und ihre Mitglieder sollen sich aus der Erneuerung des Gottesdienstes heraus zu einer Erneuerung von Kirche und Gesellschaft zuwenden. Sie pflegen das in der evangelischen Kirche heute weitgehend unbekannte Chorgebet und den Gregorianischen Choral, den sie für die evangelische Liturgie wiedergewinnen möchten.
Die katholische Kirchengemeinde St. Benedikt nutzt das ehemalige Refektorium der Klosteranlage als ihren Kirchraum. Die Altarwand wurde von Wilhelm Geyer gestaltet.

### Einwohnerentwicklung

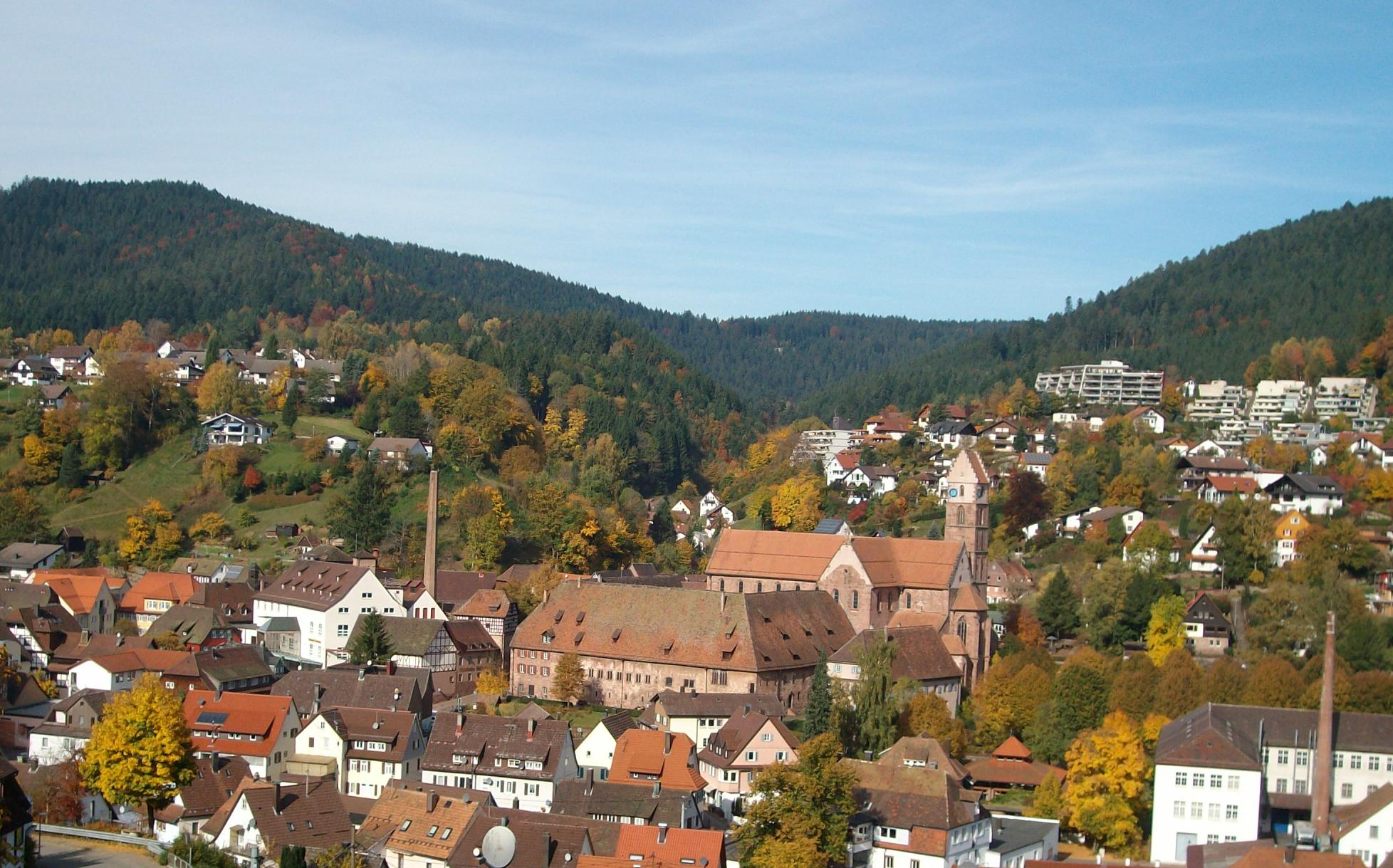
Alpirsbach: In der Bildmitte ist das Kloster zu sehen, links davon die Brauerei (weißes Gebäude und Schornstein)

Die Einwohnerzahlen von Alpirsbach sind hier in der Tabelle vor 1960 nach dem heutigen Gebietsstand für die Vergangenheit zurückberechnet und deshalb deutlich höher als die Einwohnerzahl der Stadt Alpirsbach nach dem damaligen Gebietsstand tatsächlich war. 1869 lag die Einwohnerzahl der Stadt Alpirsbach noch bei rund 1.200 Einwohnern und 1910 bei rund 1.750 Einwohnern, also deutlich unter der Schwelle von 2.000 Einwohnern. Nach der 1938 verordneten Eingemeindung von Rötenbach betrug die Einwohnerzahl der Stadt Alpirsbach nach damaliger Gemarkung und amtlicher Zählung von 1939 insgesamt 2.916 Einwohner.
| Jahr | Einwohner |
| ---- | --------- |
| 1602 | 1125      |
| 1785 | 2643      |
| 1867 | 3703      |
| 1905 | 3582      |
| 1961 | 4125      |
| 1970 | 4595      |
| 1971 | 5008      |
| 1974 | 6963      |

| Jahr | Einwohner |
| ---- | --------- |
| 1980 | 6731      |
| 1990 | 6766      |
| 1995 | 6966      |
| 2000 | 6918      |
| 2005 | 6922      |
| 2010 | 6583      |
| 2015 | 6337      |
| 2020 | 6251      |

### Eingemeindungen
- 1938: Eingemeindung von Rötenbach
- 1. Januar 1971: Eingemeindung von Reutin (mit Gräben)[5]
- 1. April 1974: Vereinigung der Stadt Alpirsbach mit Ehlenbogen, Reinerzau, Peterzell und Römlinsdorf zur neuen Gemeinde Alpirsbach[6]

## Politik

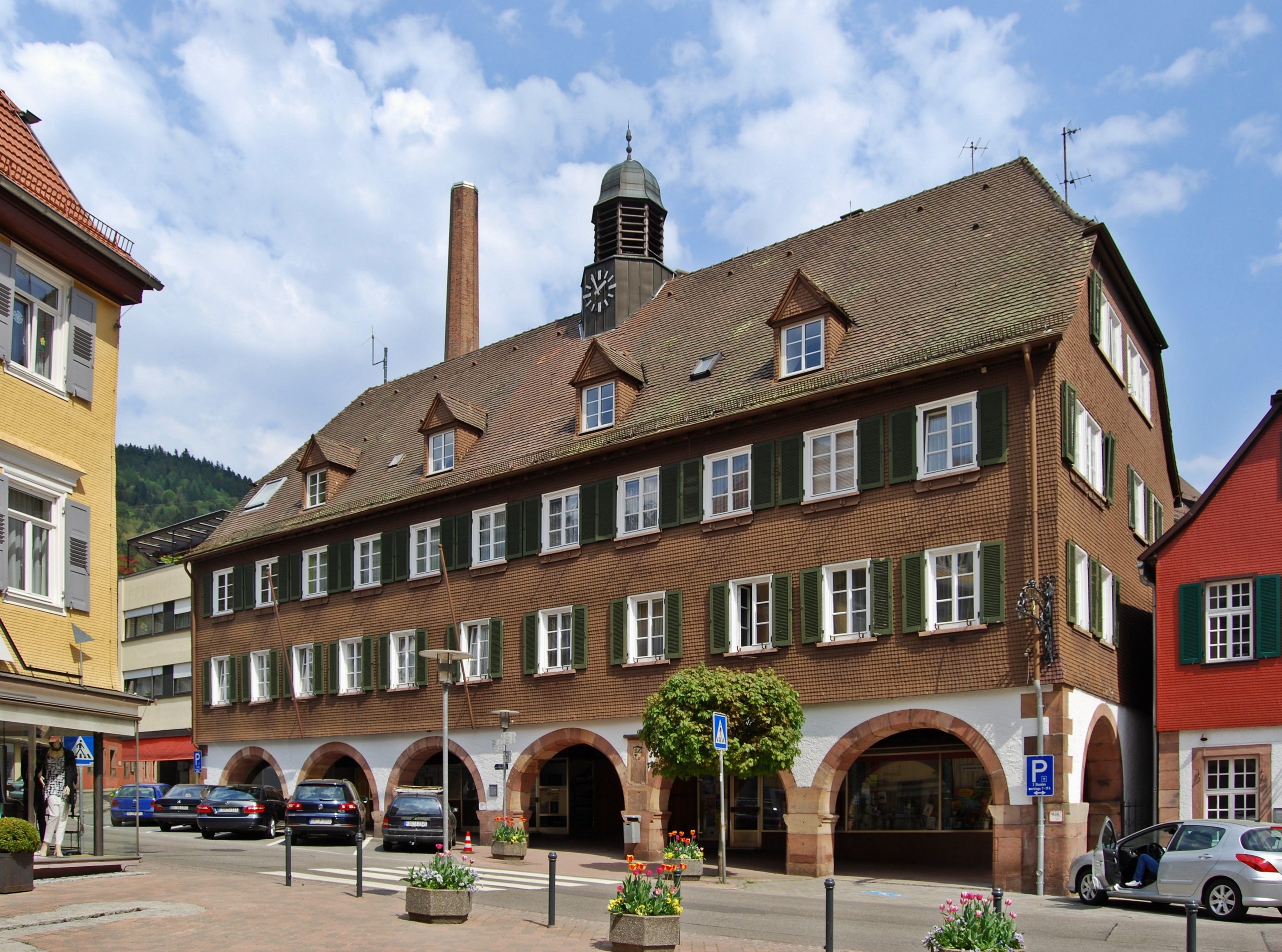
Rathaus von Alpirsbach, 2011

### Gemeinderat
Die Kommunalwahl am 9. Juni 2024 führte zu folgendem Ergebnis: 
| Partei                                   | Stimmenanteil | Sitze |         | 2019 |
| ---------------------------------------- | ------------- | ----- | ------- | ---- |
| Zukunft für Alpirsbach (ZfA)             | 33,76 %       | 6     | 4 Sitze |      |
| Freie Wählervereinigung Alpirsbach (FWV) | 26,63 %       | 5     | 5 Sitze |      |
| Unabhängige Bürgernahe Liste (UBL)       | 23,89 %       | 4     | 4 Sitze |      |
| Frauenliste Alpirsbach                   | 15,72 %       | 3     | 2 Sitze |      |
| SPD/Grüne                                | –             | –     | 3 Sitze |      |

Die Wahlbeteiligung lag bei 60,9 % (2019: 62,1 %).

### Bürgermeister
- 1819–1833: Johann Georg Faßnacht (erster gewählter Bürgermeister)
- ????–1848: Köstlin
- 1848–1850: Schliz
- 1857–1882: Albert Heinzelmann (erster Stadtschultheiß von Alpirsbach)
- 1882–1889:
- 1889–1895: Ernst Gottlob Schöck
- 1895–1918: Wilhelm Rieker
- 1918–1926: Wilhelm Schwarz
- 1926–1933: Friedrich Reichert
- 1933–1945: Otto Rommel (NSDAP, danach Bürgermeister in Holzgerlingen)
- 1945–1948: Robert Faulhaber
- 1949–1967: Otto Müller (zuvor 1938–1945 Bürgermeister in Holzgerlingen)
- 1967–1974: Hans Volle (CDU, danach Landrat in Tuttlingen)
- 1974–2000: Peter Dombrowsky (CDU, danach Landrat in Freudenstadt)
- 2000–2008: Roland Wentsch (parteilos)
- 2008–2016: Reiner Ullrich (SPD)
- 2016–2024: Michael E. Pfaff (parteilos)
- seit 2024: Norbert Beck (CDU), kommissarischer Amtsverwalter[7]

Am 24. April 2016 wurde der parteilose Diplom-Verwaltungswirt Michael E. Pfaff aus Alpirsbach mit 28,5 Prozent der Stimmen im zweiten Wahlgang zum Bürgermeister gewählt. Er setzte sich gegen den Amtsinhaber Reiner Ulrich (21,5 Prozent, SPD) sowie gegen Andreas Bombel (25,3 Prozent, CDU) und Matthias Auch (24,6 Prozent, CDU) durch. Bei der Bürgermeisterwahl am 28. April 2024 setzte sich Sven Christmann mit 55,7 Prozent der Stimmen gegen Amtsinhaber Pfaff, der 44,3 Prozent der Stimmen erhielt, durch. Die Kommunalaufsichtsbehörde des Landkreises Freudenstadt erklärte auf den Einspruch mehrerer Wahlberechtigter die Wahl für ungültig und ordnete Neuwahlen an, da Christmann im Internet seine Suspendierung als Polizeihauptkommissar wahrheitswidrig verleugnet und damit eine strafbare Wählertäuschung nach § 108a StGB begangen habe. Amtsinhaber Pfaff schied Ende Juni 2024 aus dem Amt aus. Anschließend wurde der ehemalige CDU-Landtagsabgeordnete Norbert Beck zum kommissarischen Amtsverwalter berufen. Bei der Bürgermeisterwahl am 13. Juli 2025 wurde Vanessa Schmidt (SPD) mit 87,4 Prozent der Stimmen zur Bürgermeisterin gewählt. Sie tritt das Amt voraussichtlich im November 2025 an.

### Wappen
| Wappen der Stadt Alpirsbach | Blasonierung: „In Blau ein aus dem Unterrand emporkommender rechtsgekehrter goldener (gelber) Abtsstab.“ |
| Wappen der Stadt Alpirsbach | Wappenbegründung: Neben dem 1095 gegründeten Kloster Alpirsbach entwickelte sich der Marktflecken, der nach der Aufhebung des Klosters durch Württemberg Sitz des Klosteramts war. 1869 erhielt Alpirsbach Stadtrecht. Ein Gemeinschaftssiegel von Alpirsbach und Rötenbach von 1751 zeigte einen Laubbaum, das Siegel Alpirsbachs zu Beginn des 19. Jahrhunderts über dem Baum zusätzlich einen Wellenbalken und einen aus dem Schildrand wachsenden Arm mit Pfeil. Seit 1827 wird der Abtsstab, das in dieser Form seit dem 15. Jahrhundert geführte Klosterwappen, als Siegelbild verwendet. Ab etwa 1900 ist die ebenfalls dem Klosterwappen entsprechende Tingierung nachzuweisen. Nach einer Eingemeindung und der Vereinigung der Stadt mit vier Orten, die alle einst zur Klosterherrschaft gehört hatten, wurden das Wappen und die seit 1953 gebräuchliche Flagge durch das Landratsamt Freudenstadt am 13. August 1976 neu verliehen. |

Wappen der ehemals eigenständigen Gemeinden und heutigen Ortsteile

Ehlenbogen
Peterzell
Reinerzau
Reutin
Römlinsdorf
Rötenbach

### Städtepartnerschaften
Die Stadt Alpirsbach pflegt eine Städtepartnerschaft mit Neuville-sur-Saône bei Lyon, Frankreich. Zudem unterhält Alpirsbach eine Kulturpartnerschaft mit Cluny im Burgund.
Ein Fahrzeug der Ortenau-S-Bahn trägt den Namen Alpirsbach.

## Wirtschaft und Infrastruktur

### Verkehr

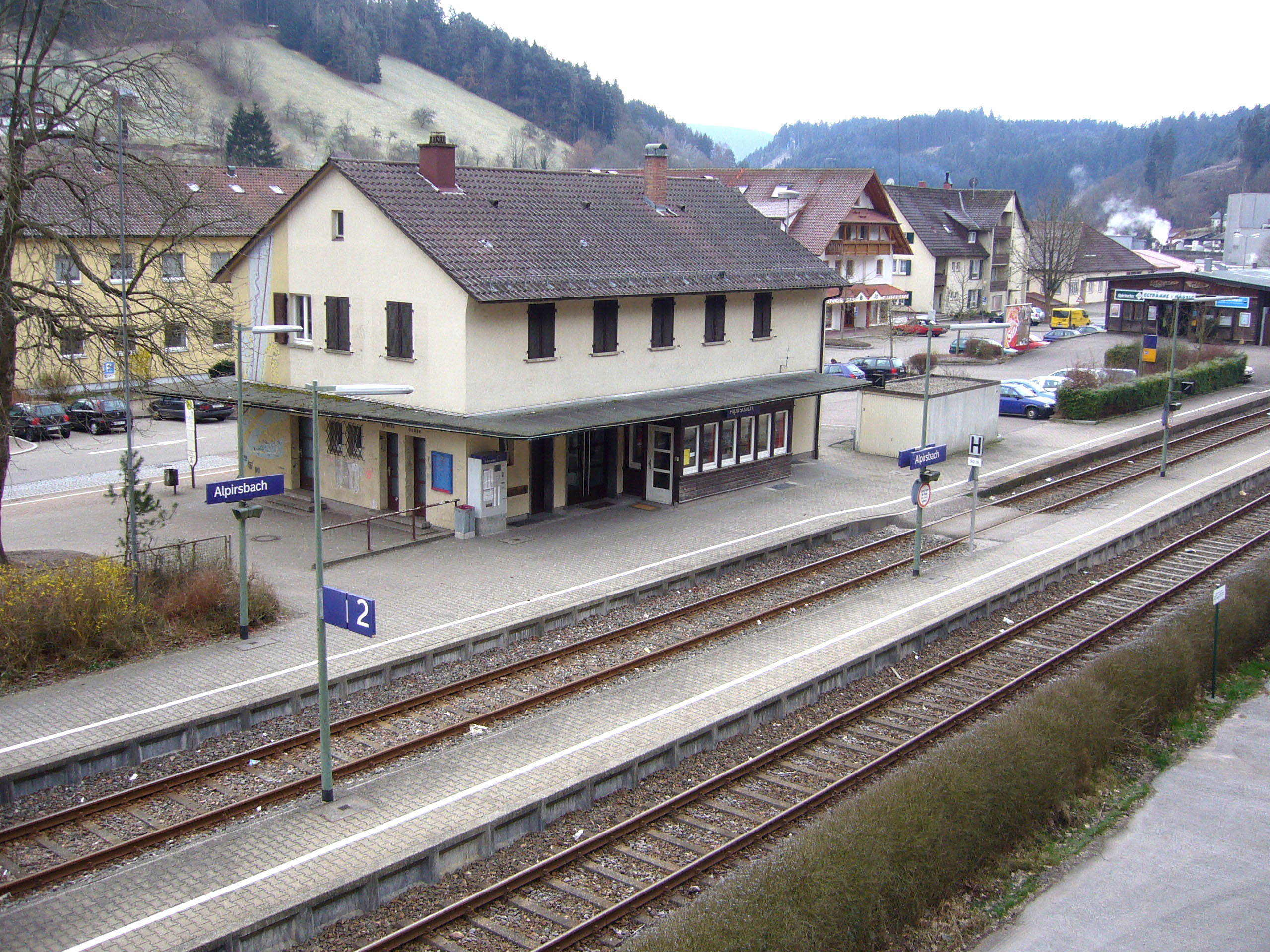
Der Bahnhof von Alpirsbach

#### Bahnverkehr
Die Stadt hat einen Bahnhof an der Bahnstrecke Eutingen im Gäu–Schiltach, von dem aus stündlich Züge in Richtung Freudenstadt und Offenburg verkehren, die in die Verkehrs-Gemeinschaft Landkreis Freudenstadt integriert sind.

#### Fernstraßen
Über die Bundesstraßen 294 (Bretten–Freiburg im Breisgau) und 462 (Rastatt–Rottweil) ist Alpirsbach an das überregionale Straßennetz angebunden.

#### Radverkehr
Durch Alltagsrouten aus dem Radnetz Baden-Württemberg ist Alpirsbach 
- über Loßburg mit Freudenstadt und
- über den Stadtteil Rötenbach und über Schenkenzell und Schiltach
  - mit Wolfach und
  - mit Schramberg verbunden.

Durch Loßburg verlaufen die folgenden Landes-Radfernwege: 
- Der Schwarzwald-Panorama-Weg von Pforzheim nach Waldshut-Tiengen verbindet den Ortsteil Römlinsdorf mit Loßburg und der Nachbargemeinde Aichhalden.
- Der Naturpark-Radweg Schwarzwald Mitte/Nord führt rund um selbigen Naturpark und führt dabei von Freudenstadt über Loßburg kommend nach Alpirsbach und durch das Kinzigtal flussabwärts durch Schiltach nach Wolfach.

Der Kinzigtalradweg von Freudenstadt nach Offenburg besteht schon länger, kann aber mittlerweile weitgehend als Teil des Naturpark-Radwegs betrachtet werden.

### Ansässige Unternehmen
Die 1877 gegründete Brauerei Alpirsbacher Klosterbräu ist das bekannteste Alpirsbacher Unternehmen. Der größte Arbeitgeber ist die Saier Holding GmbH im Alpirsbacher Stadtteil Peterzell.

### Bildungseinrichtungen
Neben einem Progymnasium und einer Realschule gibt es in Alpirsbach eine Werkrealschule (Werkrealschule Oberes Kinzigtal) und zwei Grundschulen. Daneben gibt es fünf städtische, zwei evangelische und einen römisch-katholischen Kindergarten.

## Kultur und Sehenswürdigkeiten
Alpirsbach hat ein umfangreiches Kulturprogramm mit Konzerten, Ausstellungen und Festen. Sehenswert ist auch die Schwarzwaldlandschaft des oberen Kinzigtals.
Alpirsbach liegt am Kinzigtäler Jakobusweg, der von Loßburg nach Schutterwald führt sowie am Fernwanderweg Ostweg, die beide viele Sehenswürdigkeiten streifen. Außerdem ist Alpirsbach Ausgangs- bzw. Endpunkt des Schwarzwald-Querweges Gengenbach–Alpirsbach.

### Museen

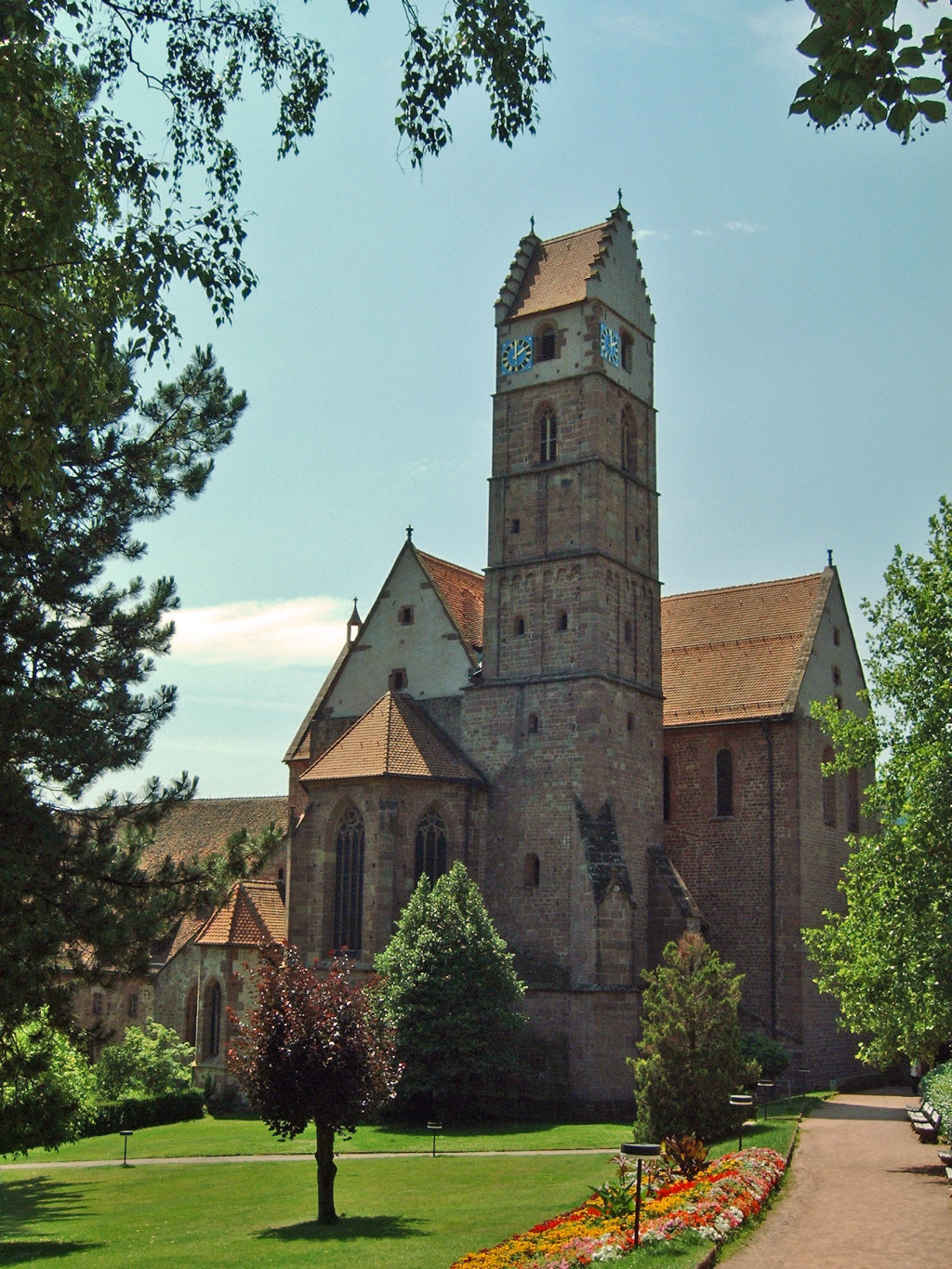
Klosterkirche in Alpirsbach

- Ehemaliges Benediktinerkloster Alpirsbach (seit 1095) mit Museum
- Galerie mit wechselnden Ausstellungen
- Museum für Stadtgeschichte
- Alpirsbacher Klosterbräu mit Brauereimuseum
- Alpirsbacher Glasbläserei
- Schauconfiserie
- Historische Schaudruckerei – Die Alpirsbacher Offizin

### Gebäude
- Historischer Stadtkern mit vielen Fachwerkhäusern
- Historisches Gerberhaus von 1783, renoviert 2012

### Natursehenswürdigkeiten
- Talsperre Kleine Kinzig der Wasserversorgung Kleine Kinzig mit Schwarzwälder Wasserpfad

### Kino
- Subiaco Kinos e. V.: Vielfach ausgezeichnetes Programmkino im Kloster (50 Plätze) mit weiteren Standorten in Schramberg (99 Plätze) und Freudenstadt (70 Plätze). In den Sommermonaten finden im Kreuzgarten des Klosters und an verschiedenen Plätzen in der Umgebung Open-Air-Vorstellungen statt.

## Persönlichkeiten

### Ehrenbürger
- 1899, Christian Gaiser, Oberbaurat in Stuttgart
- 1922, Friedrich Widmann, Architekt und Wohltäter der Stadt.
- 1937, Friedrich Preuninger, 38 Jahre lang Rötenbacher Schultheiß
- 1939, Max Kaupp, Stadtarzt
- 1978, Georg A. Brenner, Arzneimittel-Fabrikant und großer Gönner der Stadt
- 1984, Walter Traub, Schulrektor, Stadtrat, Stadtgeschichtler und Mitbegründer des Heimatvereins sowie Initiator des Museums für Stadtgeschichte in Alpirsbach

### Söhne und Töchter der Stadt
- Hermann Knapp (1801–1859), Mitglied der Zweiten Kammer des Württembergischen Landtags, Direktor des königlichen Studienrats in Stuttgart
- Emil Buehler (1899–1983), Luftfahrtingenieur
- Otto Eisenmann (1913–2002), Politiker (DP, FDP), MdB, MdL (Schleswig-Holstein), Minister für Arbeit, Soziales und Vertriebene in Schleswig-Holstein
- Peter Weidenbach (* 1934), Forstdirektor
- Else Schwenk-Anger (* 1936), Kinderbuchautorin und Verlegerin
- Heiner Scheffold (* 1962), Politiker, Landrat des Alb-Donau-Kreises
- Frank Faber richtiger Name Frank Schmitt (1966–2013), Koch und Schriftsteller
- Andreas Scheuerpflug (* 1967), Beachvolleyballspieler
- Michaela Fuchs (1969–2018), Behindertensportlerin
- Marcus Rominger (* 1972), Handballtorwart und Architekt
- Oliver Thomas (* 1977), Schlagersänger

## Sport
In Alpirsbach findet jährlich der Schwarzwald Ultra Rad Marathon statt. Er zählt zu den schwierigsten Radmarathons in Deutschland. Auf einer Strecke von 230 km sind 4000 Höhenmeter zu überwinden.